# Rob Hirst
Rob Hirst (né en 1955 à Camden (Nouvelle-Galles-du-Sud)) est un batteur australien. Il fut l'un des fondateurs de Midnight Oil quand le groupe s'appelait encore The Farm.
Auteur d'un grand nombre de textes des Oils, il était également le seul à ne pas être (trop) effacé par le charisme du chanteur Peter Garrett. C'est un musicien autodidacte puisqu'il compose, joue  de la guitare et chante (c'est lui qui mettait les chœurs de Midnight Oil en place).
Bien avant la séparation du groupe, il a joué avec plusieurs artistes australiens et continue aujourd'hui avec des groupes comme Backsliders (blues), Hirst and Greene (pop), Ghostwriters et The Angry Tradesmen (rock). Il a aussi participé à l'album solo de Jim Moginie en 2006.
Rob Hirst est l'auteur de quelques livres et participe à divers projets artistiques dans son pays.
Hirst est marié et père de 3 filles. 